# Fedorkov
Fedorkov (766 m n.p.m.; też: Fujów, 767 m n.p.m.) – niewybitny szczyt we wschodniej części Beskidu Niskiego.
Leży w głównym grzbiecie Karpat, ok. 1,5 km na północny wschód od przełęczy Beskid nad Czeremchą. Stoki mocno rozczłonkowane, miernie strome. Całkowicie zalesiony. Na południowych zboczach, na wysokości ok. 710 m n.p.m., znajdują się źródła rzeki Laborec.
Przez szczyt biegnie granica państwowa polsko-słowacka, która wykonuje tu skręt o 90° (słupek I/138), a wzdłuż niej słowacki czerwono  znakowany szlak turystyczny.